# ジェリー・ホーランド
ジェリー・ホーランド（Jerry Holland、1955年2月23日 - 2009年7月16日）は、カナダ・ノバスコシア州 ケープ・ブレトン島のミュージシャン。優れたフィドル奏者であると共に、作曲家としても知られている。

## 生涯
彼はマサチューセッツ州ブロックトンにて、カナダ人の両親、ニューブランズウィック州出身の父とケベック州出身の母の元に生まれた。 ホーランドは、子供の頃からボストンのケープ・ブレトンのフィドル奏者のコミュニティーに接していた。彼は5歳の時にフィドルとステップダンス (en:step dance) を始め、6歳の時に最初のスクウェアダンスの伴奏をしている。彼は1962年のカナダのテレビ番組 ドン・メッサーのジュビリー (en:Don Messer's Jubilee) への出演でテレビデビューした。10歳頃には、彼はボストン周辺のダンス会場で定期的に演奏していた。ホーランド一家は毎年夏にケープ・ブレトンを訪れていたが、ついに1975年に彼は当地へ移住した。
20代の若い頃、ホーランドはフィドル奏者のグループであるケープ・ブレトン・シンフォニー (Cape Breton Symphony) に参加していた。このグループのメンバーにはウィンストン・“スコティー”・フィッツジェラルド (Winston "Scotty" Fitzgerald)、アンガス・チザム (en:Angus Chisholm)、ジョー・コルミエ (Joe Cormier)、ウィルフレッド・ギリス (Wilfred Gillis)、ジョン・ドナルド・キャメロン (John Donald Cameron) といったフィドル奏者がおり、ジョン・アラン・キャメロン・ショー (The John Allan Cameron Show) やその他のCBCのテレビ番組に定期的に出演していた。これらのより年配で経験豊かなミュージシャンたちとの共演から、ホーランドは伝統的なケープ・ブレトンのフィドル奏法 (en:Cape Breton fiddle music) への理解を深め、千曲以上のフィドル・チューンを覚えていった。
ホーランドは、自身の名を冠した最初のアルバムを1976年にリリースした。彼の2枚目のアルバム マスター・ケープ・ブレトン・フィドラー (Master Cape Breton Fiddler、1982年) では、ギターのデイヴ・マキザーク (en:Dave MacIsaac) およびピアノのヒルダ・シアソン (Hilda Chiasson) の伴奏と共に、ホーランドは伝統もしっかり残しつつ新しくより現代的なケープ・ブレトン音楽の音を開拓した。このアルバムは、ハウィー・マクドナルド (en:Howie MacDonald) を始めとした若い世代のケープ・ブレトンのフィドル奏者たちに大きな影響を与えた。
ホーランドは13枚のアルバムをリリースし、他のミュージシャンのアルバムへのゲストミュージシャンとしての参加も25枚以上ある。 
彼はフィドルチューンの作曲家としても特筆すべき存在である。最も有名なものには “ブレンダ・ステュバート” (Brenda Stubbert's Reel、彼の友人であるケープ・ブレトンのフィドル奏者ブレンダ・ステュバート (en:Brenda Stubbert) に因んで名づけられた) や "My Cape Breton Home" があり、楽譜集としてもJerry Holland's Collection of Fiddle Tunes および Jerry Holland's Second Collection of Fiddle Tunes の2冊をポール・クランフォード (Paul Cranford) の編集で出版している。
ホーランドは、2009年7月16日にがんで亡くなった。

## ディスコグラフィー
- ジェリー・ホーランド (Jerry Holland 、1976年)
- マスター・ケープ・ブレトン・フィドラー (Master Cape Breton Fiddler 、1982年、2001年CDでの再リリース)
- Lively Steps (1987年)
- ジェリー・ホーランド・ソロ (Jerry Holland Solo 、1988年)
- The New Fiddle (1990年)
- ジェリー・ホーランドとのセッション (A Session With Jerry Holland 、1990年)
- Fathers and Sons (1992年)
- The Fiddlesticks Collection (1995年)
- Fiddler's Choice (1998年)
- Crystal Clear (2000年)
- Parlor Music (2005年)
- Helping Hands (2009年)
- ジェリー・ホーランドと友人たち (Jerry Holland and Friends、2010年)